# Asperula pumila
Asperula pumila är en måreväxtart som beskrevs av Giuseppe Giacinto Moris. Asperula pumila ingår i släktet färgmåror, och familjen måreväxter. Inga underarter finns listade i Catalogue of Life.